# Фоминский (ручей)
Фоминский — ручей в России, протекает в Судоверфском сельском поселении и по северо-западной окраине города Рыбинск в Ярославской области. Правый приток Волги (самый верхний приток, впадающий в Горьковское водохранилище).

## Течение
Исток реки находится примерно на 500 м севернее платформы Просвет железной дороги Рыбинск-Сонково. Река течёт на север и северо-восток. Примерно через 4 км ручей пересекает автомобильную дорогу Рыбинск-Глебово между деревнями Дятлово (левый берег) и Харинская (правый берег). После этого ручей течёт по ближайшим окрестностям города, между множеством деревень. По правому берегу деревня Рябухино, по левому — Артюшино и Спешино, снова по правому — Колосово. Далее ручей пересекает железнодорожную ветку местного значения, ведущую к шлюзам Рыбинского водохранилища. После железной дороги по левому берегу деревня Шишкино, а по правому большая деревня Малинники. Далее ручей пересекает автомобильную дорогу, соединяющую центральную часть Рыбинска с микрорайоном Переборы. По правому берегу вдоль дороги относительно большая деревня Макарово и ниже по течению деревня Ануфриево. На левом берегу сельское кладбище и небольшая церковь Александра Невского, построенная в начале XX века. Далее по левому берегу деревня Ильино, Рыбинский кабельный завод и устье. Устье находится примерно в 1,5 км ниже плотины Рыбинского гидроузла и судоходных шлюзов. По правому берегу ручья, а вдоль Волги ниже его устья стоит деревня Стерлядево. На противоположном левом берегу ручья, между его устьем и плотиной ГЭС территория рыбинского завода гидромеханизации, построенного на месте бывшей деревни Фоминское, давшей название ручью.